# Leánycserkészek Nemzetközi Katolikus Konferenciája
A Leánycserkészek Nemzetközi Katolikus Konferenciája (angolul: International Catholic Conference of Guiding, röviden ICCG), egy katolikus lelkiségi mozgalom, melynek célja a nemzeti leánycserkész szervezetek összefogása.
1965-ben hozták létre Rómában. Célja a nemzeti leánycserkész szervezetek összefogása. Az 1948-tól rendszeressé vált találkozók tapasztalatai alapján szerkesztett alapszabályt a Szentszék 1962-ben jóváhagyta. Székhelye St. Gallen (Svájc). Kapcsolatot tart a Katolikus Cserkészek Világszervezetével, a Leánycserkészek Világszövetségével és a Nemzetközi Katolikus Szervezetek Konferenciájával. 1995-ben 62 ország (köztük Magyarország) leánycserkész nemzeti szervezetei alkották a tagságát.